# Wells Fargo Championship
Het Wells Fargo Championship is een golftoernooi in de Verenigde Staten en maakt deel uit van de Amerikaanse PGA Tour. Het toernooi werd in 2003 opgericht en wordt sindsdien gespeeld op de Quail Hollow Club in Charlotte, North Carolina.

## Geschiedenis
In 2003 werd het toernooi opgericht als het Wachovia Championship, vernoemd naar de hoofdsponsor, en de eerste editie werd gewonnen door de Amerikaan David Toms. In 2008 werd het bedrijf, Wachovia, verkocht aan Wells Fargo. In 2009 en 2010 werd het toernooi vernoemd naar de golfbaan, het Quail Hollow Championship. Vanaf 2011 is Wells Fargo de titelsponsor en het toernooi werd vernoemd tot Wells Fargo Championship.

## Winnaars
| Jaar                      | Winnaar               | Score                 | Score                 | 1ste prijs ($)        | Info                                           |                       |
| Wachovia Championship     | Wachovia Championship | Wachovia Championship | Wachovia Championship | Wachovia Championship | Wachovia Championship                          | Wachovia Championship |
| ------------------------- | --------------------- | --------------------- | --------------------- | --------------------- | ---------------------------------------------- | --------------------- |
| 2003                      | David Toms            | 278                   | –10                   | 1.008.000             |                                                |                       |
| 2004                      | Joey Sindelar po      | 277                   | –11                   | 1.008.000             | Won de play-off van Arron Oberholser           |                       |
| 2005                      | Vijay Singh po        | 276                   | –12                   | 1.080.000             | Won de play-off van Jim Furyk & Sergio Garcia  |                       |
| 2006                      | Jim Furyk po          | 276                   | –12                   | 1.134.000             | Won de play-off van Trevor Immelman            |                       |
| 2007                      | Tiger Woods           | 275                   | –13                   | 1.134.000             |                                                |                       |
| 2008                      | Anthony Kim           | 272                   | –16                   | 1.152.000             |                                                |                       |
| Quail Hollow Championship |                       |                       |                       |                       |                                                |                       |
| 2009                      | Sean O'Hair           | 277                   | –11                   | 1.170.000             |                                                |                       |
| 2010                      | Rory McIlroy          | 273                   | –15                   | 1.170.000             |                                                |                       |
| Wells Fargo Championship  |                       |                       |                       |                       |                                                |                       |
| 2011                      | Lucas Glover po       | 273                   | –15                   | 1.170.000             | Won de play-off van Jonathan Byrd              |                       |
| 2012                      | Rickie Fowler po      | 274                   | –14                   | 1.170.000             | Won de play-off van Rory McIlroy & D.A. Points |                       |
| 2013                      | Derek Ernst po        | 280                   | –8                    | 1.206.000             | Won de play-off van Lynn David                 |                       |
| 2014                      | J.B. Holmes           | 274                   | –14                   | 1.242.000             |                                                |                       |
| 2015                      | Rory McIlroy          | 267                   | –21                   | 1.278.000             |                                                |                       |
| 2016                      | James Hahn po         | 279                   | –9                    | 1.314.000             | Won de play-off van Roberto Castro             |                       |

| Toernooirecord |  | po = winnaar na play-off |

### Meervoudige winnaars
2 keer
- Rory McIlroy: 2010 & 2015